# Station Argenton-sur-Creuse
Station Agenton-sur-Creuse is een spoorwegstation in de Franse gemeente Argenton-sur-Creuse.